# راموس مكدونالد
راموس مكدونالد (بالإنجليزية: Ramos McDonald)‏ هو لاعب كرة قدم أمريكية أمريكي، ولد في 30 أبريل 1976 في دالاس في الولايات المتحدة.

## وصلات خارجية
- راموس مكدونالد على موقع مرجع كرة القدم المحترفة.كوم (الإنجليزية)